# 6. Turniej Czterech Skoczni
6. Turniej Czterech Skoczni rozgrywany był od 28 grudnia 1957 do 6 stycznia 1958.
Turniej wygrał  Helmut Recknagel.

## Oberstdorf
Data: 30 grudnia 1957

Państwo:  RFN

Skocznia: Schattenbergschanze

### Wyniki konkursu
| Poz. | Imię i nazwisko    | Narodowość     | Punkty |
| ---- | ------------------ | -------------- | ------ |
| 1    | Nikołaj Kamienski  | ZSRR           | 227,5  |
| 2.   | Helmut Recknagel   | NRD            | 222,0  |
| 3.   | Walter Habersatter | Austria        | 216,5  |
| 3.   | Walter Steinegger  | Austria        | 216,5  |
| 5.   | Werner Lesser      | NRD            | 215,5  |
| 5.   | Jachim Bulin       | Czechosłowacja | 211,5  |
| 7.   | Nikołaj Szamow     | ZSRR           | 210,5  |
| 8.   | Rudolf Bykow       | ZSRR           | 210,0  |
| 9.   | Otto Leodolter     | Austria        | 209,5  |
| 10.  | Folke Mikaelsson   | Szwecja        | 207,0  |

## Garmisch-Partenkirchen
Data: 1 stycznia 1958

Państwo:  RFN

Skocznia: Große Olympiaschanze

### Wyniki konkursu
| Poz. | Imię i nazwisko   | Narodowość     | Punkty |
| ---- | ----------------- | -------------- | ------ |
| 1    | Willi Egger       | Austria        | 226,6  |
| 2.   | Nikołaj Szamow    | ZSRR           | 223,2  |
| 3.   | Werner Lesser     | NRD            | 215,4  |
| 4.   | Walter Steinegger | Austria        | 214,4  |
| 5.   | Borys Nikołajew   | ZSRR           | 211,8  |
| 6.   | Max Bolkart       | RFN            | 210,1  |
| 7.   | Nikołaj Kamienski | ZSRR           | 209,3  |
| 8.   | Rudolf Bykow      | ZSRR           | 208,2  |
| 9.   | Jachim Bulin      | Czechosłowacja | 205,9  |
| 10.  | Hugo Fuchs        | NRD            | 205,7  |

## Innsbruck
Data: 5 stycznia 1958

Państwo:  Austria

Skocznia: Bergisel

### Wyniki konkursu
| Poz. | Imię i nazwisko    | Narodowość | Punkty |
| ---- | ------------------ | ---------- | ------ |
| 1.   | Helmut Recknagel   | NRD        | 226,5  |
| 2.   | Nikołaj Kamienski  | ZSRR       | 216,5  |
| 3.   | Walter Habersatter | Austria    | 216,0  |
| 4.   | Otto Leodolter     | Austria    | 215,5  |
| 5.   | Harry Glaß         | NRD        | 215,0  |
| 6.   | Max Bolkart        | RFN        | 214,0  |
| 7.   | Rudolf Bykow       | ZSRR       | 213,0  |
| 7.   | Werner Lesser      | NRD        | 213,0  |
| 9.   | Nikołaj Szamow     | ZSRR       | 211,0  |
| 10.  | Walter Steinegger  | Austria    | 207,5  |

## Bischofshofen
Data: 6 stycznia 1958

Państwo:  Austria

Skocznia: Laideregg-Schanze

### Wyniki konkursu
| Poz. | Imię i nazwisko    | Narodowość | Punkty |
| ---- | ------------------ | ---------- | ------ |
| 1.   | Helmut Recknagel   | NRD        | 227,5  |
| 2.   | Harry Glaß         | NRD        | 225,0  |
| 3.   | Koba Cakadze       | ZSRR       | 219,2  |
| 4.   | Otto Leodolter     | Austria    | 218,8  |
| 5.   | Max Bolkart        | RFN        | 215,8  |
| 6.   | Nikołaj Szamow     | ZSRR       | 215,6  |
| 7.   | Walter Habersatter | Austria    | 215,2  |
| 8.   | Werner Lesser      | NRD        | 214,1  |
| 9.   | Willi Egger        | Austria    | 213,2  |
| 10.  | Manfred Brunner    | NRD        | 212,9  |

## Klasyfikacja generalna
| Poz. | Skoczek            | Kraj    | Punkty |
| ---- | ------------------ | ------- | ------ |
| 1.   | Helmut Recknagel   | NRD     | 865,1  |
| 2.   | Nikołaj Szamow     | ZSRR    | 860,3  |
| 3.   | Nikołaj Kamienski  | ZSRR    | 859,2  |
| 4.   | Werner Lesser      | NRD     | 858,0  |
| 5.   | Walter Steinegger  | Austria | 848,6  |
| 6.   | Otto Leodolter     | Austria | 846,6  |
| 7.   | Max Bolkart        | RFN     | 844,9  |
| 8.   | Rudolf Bykow       | ZSRR    | 841,5  |
| 9.   | Walter Habersatter | Austria | 831,3  |
| 10.  | Erik Styf          | Szwecja | 816,6  |